# Reggae, punk & rock'n'roll
«Reggae, punk & rock'n'roll» — 10-ий альбом гурту «Посев». Хоча офіційною датою виходу альбому вважається вересень 1984 рік, випущений він був в 2023 «Выргородом» за допомогою Наталії Чумакової. Спочатку альбом не поширювався взагалі. Випущений разом зі збірником «Смерч. Летние записи"» 3 грудня 2023-го року на лейблі «Выргород».

## Текст на буклеті
Записано 9 вересня 1984 р. в Омську
Слова і музика: Єгор Лєтов
Єгор «Дохлый» Лєтов — голос і бек-вокал, портфель
Андрій «Boss» Бабенко — електрогітара
Євгеній «John» Деєв — бас-гітара 
«Серёга, Домой!» Шашков — бек-вокал

## Список композицій
| #  | Назва                                                | Автор                                    | Тривалість |
| -- | ---------------------------------------------------- | ---------------------------------------- | ---------- |
| 1. | «Reggae (Ты даёшь мне кайф)»                         | Єгор Лєтов, Андрій Бабенко, Євгеній Деєв | 4:57       |
| 2. | «Рай»                                                | Єгор Лєтов, Андрій Бабенко, Євгеній Деєв | 2:23       |
| 3. | «Открытая дверь»                                     | Єгор Лєтов, Андрій Бабенко, Євгеній Деєв | 3:05       |
| 4. | «Красная яма»                                        | Єгор Лєтов, Андрій Бабенко, Євгеній Деєв | 4:02       |
| 5. | «Мама, мама (Предсмертная агония в северных снегах)» | Єгор Лєтов, Андрій Бабенко, Євгеній Деєв | 3:05       |
| 6. | «Панк и рок-н-ролл»                                  | Єгор Лєтов, Андрій Бабенко, Євгеній Деєв | 2:52       |
| 7. | «Осенняя песня»                                      | Єгор Лєтов, Андрій Бабенко, Євгеній Деєв | 4:22       |
| 8. | «Само собой»                                         | Єгор Лєтов, Андрій Бабенко, Євгеній Деєв | 1:52       |

## Цікаві факти
У цей альбом увійшли пісні "Мама, мама (Предсмертная агония в северных снегах)", "Открытая дверь", "Осенняя песня" (обидві ці пісні в обрізаному вигляді), які надалі були перезаписані в альбомах ГО. 
А саме: Мама, Мама перезаписана була під час сесій в ДК "Звездный" та в електричному альбомі ГО "Красный Альбом". Також "Открытая дверь", як і "Мама, мама" була перезаписана в електричному альбомі "Красный альбом". 
"Осенняя песня" була перезаписана в 1989 році в магнітоальбомі "История:ПОСЕВ 1982-1985"., а також видана офіційно в 2005 році.
"Панк и рок-н-ролл" входив в одноіменний бутлег ГО, який є збірником записів "Посева", "Западъ" і домашньо-портфельного періоду ГО.
Спочатку остання пісня "Само собой" була загублена серед багатьох оцифрувань.
По словам  Наталії Чумакової:

Нещодавно стався конфуз, який, на жаль, не одразу вдалося виявити та усвідомити. Трек «Само собой», який був заключним на альбомі Посеву "Reggae, Punk & Pock'n'Roll", був випадково зігнаний з плівки окремим треком і втрачений серед інших численних оцифровувань і переоцифрувань. Завдяки пильності та наполегливості деяких слухачів його було знайдено. Але постало питання: що ж тепер робити, адже альбом уже видано? Видавництво «Выргород» запропонувало випустити його окремим диском та безкоштовно видати нужденним, або вислати додатком до майбутнього замовлення. Я дуже вдячна їм за це рішення і рада представити вам цю пісню.
— Наталія Чумакова, 09.02.2024

## Цитата щодо видання
Як зазначила Наталія Чумакова:

Два наступних альбоми «Посева», які ми підготували до випуску з видавництвом «Выргород», – це "REGGAE, PUNK & ROCK’N’ROLL" і «СМЕРЧ».
Про перший з цих альбомів Єгор писав у вихідних даних збірки «История омского панка, часть 1» у березні 1985 року: «Композиції наступного і, мабуть, найвдалішого альбому POSSEV'а – REGGAE, PUNK & ROCK'N'ROLL практично виявилися майже повністю закінченими та обробленими у комерційному відношенні». Потрібно сказати, що на той момент він вважав його останнім і найкращим альбомом гурту, оскільки «Гражданская оборона» вже існувала майже півроку, а з «Посевом», як він думав, вже було покінчено (що не завадило влітку записати ще один, на цей якщо справді останній, альбом «Сделай сам!»).
І правда, в REGGAE, PUNK & ROCK’N’ROLL нема довгих імпровізацій, пісні цілком оформлені в жанровому відношенні. Деякі треки згодом стали відомими уже на альбомах «Г.О.» - це в обрізаному вигляді «Осенняя песня» і особливо «Мама, мама».
Що стосується «Смерча», він складених із двох, як висловлювався Єгор, студійних out-take’ів , які були записанні літом 1984 року. Назву йому я дала за тим же принципом – як Єгор називав свої альбоми – по найхітовіший із цих шести пісень (згодом також відомою як «Рваные бусы»).
Точні дати записів невідомі, але можна з упевненістю сказати, що «Смерч» (як і «Смерть в казарме») був складений у шпиталі, де Єгор до 3 липня проходив переогляд з приводу непридатності до військової служби – відповідно, сесія відбулася після його виписки . Тим не менш, у котушки був вкладиш, який вказує на те, що частина записів зроблено у червні. Весь цей час Єгор дуже переживав, що його відправлять служити, чому й народився цей похмурий «шпитальний» цикл (і вірші, написані після отримання повістки).
Як і раніше, я в обробці мінімально торкаюся звуку, прибираючи тільки клацання та провали, неминучі на записах цього часу.
— Наталія Чумакова, 30.11.2023